# Ivan Iakubovski
Ivan Ignatievici Iakubovski (în rusă Ива́н Игна́тьевич Якубо́вский)  (n. 7 ianuarie 1912 – 30 noiembrie 1976) a fost un militar sovietic, de două ori Erou al Uniunii Sovietice și mareșal al Uniunii Sovietice.
Între anii 1967-1976 a ocupat funcția de comandant al Pactului de la Varșovia. În 1970, Ivan Iakubovski a fost decorat cu Ordinul Karl Marx. Ivan Iakubovski a fost decorat cu Ordinul Lenin în 1944, 1962, 1968 și 1972.